# Estola basiflava
Estola basiflava är en skalbaggsart som beskrevs av Stefan von Breuning 1943. Estola basiflava ingår i släktet Estola och familjen långhorningar.
Artens utbredningsområde är Venezuela. Inga underarter finns listade i Catalogue of Life.